# Сиера Морена
Сиѐра Морѐна (на испански: Sierra Morena) е планинска верига в Южна Испания (частично в Португалия) с дължина около 450 km, простираща се от запад на изток. Планината образува южната граница на обширното плато Месета. Максимална височина връх Банюела с надморска височина 1332 m. От запад на изток последователно се редуват отделни масиви и хребети (Сиера де Арасена 613 m, Сиера де Тудин, Сиера де лос Сантос 869 m, Сиера Мадрона 1160 m и др.), разделени помежду си от дълбоки речни долини. Планината е изградена основно от кристалинни скали. Вододелите са предимно платооброзни. Южните склонове са по-стръмни, рязко се спускат към долината на река Гуадалкивир и са дълбоко разчленени от нейните притоци. Северните склонове, спускащи се към долината на Гуадиана са полегати и с меки форми. Склоновете ѝ са заети частично от вечнозелени храсти и широколистни гори (дъб, бук, кестен). Има находища на пирити (Минас де Риотинто, Тарсис), оловно-цинкови руди (Ла Каролина, Линарес и др.).

## Сиера Морена в историята и литературата
В Древността в Сиера Морена е основен производител на сребро, мед и олово, които са важен фактор за възхода на разположения на югозапад град Тартес.
Планината е място на действието в романа „Дон Кихот“, като романтичните преживявания на фона на испанската екзотика са въплатени в едноименната новела на Николай Карамзин „Сиера-Морена“. В планината се развива и действието в романа на полския писател Ян Потоцки „Ръкопис, намерен в Сарагоса“.